# Osteoconducción
La osteoconducción proporciona las condiciones adecuadas para el crecimiento interno de los elementos osteogénicos procedentes de la zona.
Para los materiales, la capacidad osteoconductiva de los medios materiales trata de un andamiaje para las células osteogénicas de las paredes del defecto óseo.
En el proceso de regeneración ósea, hay dos procesos principales - la primera es la osteoconducción, que consta de crecimiento del hueso dañado (osteoblastos), penetrando en la cavidad o la superficie de la material inerte. El segundo proceso es la estimulación y el reclutamiento de células mesenquimales indiferenciadas a diferenciarse en osteoblastos (osteoinducción). 